# Sromów
Sromów – wieś w Polsce położona w województwie łódzkim, w powiecie łowickim, w gminie Kocierzew Południowy.
Wieś duchowna Sramowo położona była w drugiej połowie XVI wieku w powiecie gąbińskim ziemi gostynińskiej województwa rawskiego. Była wsią klucza kompińskiego arcybiskupów gnieźnieńskich. W latach 1975–1998 miejscowość administracyjnie należała do województwa skierniewickiego.
W Sromowie znajduje się Muzeum Ludowe Rodziny Brzozowskich.